# Carlos Iturgaiz
Carlos José Iturgaiz Angulo, né le 20 octobre 1965 à Santurtzi, est un homme politique espagnol, membre du Parti populaire (PP). De 2014 à 2019, il est député européen.
Le 23 février 2020, il est nommé candidat aux élections basques par la coalition du Parti populaire et de Ciudadanos pour remplacer Alfonso Alonso.